# Rana Bokhari
Rana Bokhari, née le 23 octobre 1977 à Anola, est une avocate et une femme politique canadienne, membre du Parti libéral du Manitoba, qu'elle dirige de 2013 à 2016.

## Biographie
Née dans la localité d'Anola, à l'est de Winnipeg, au Manitoba, d'une famille d'origine pakistanaise, Rana Bokheri étudie à l'université du Manitoba, où elle obtient trois diplômes en droit et criminologie.
À la suite de la démission de Jon Gerrard qui avait été annoncée lors de l'élection provinciale du 4 octobre 2011, elle est élue comme dirigeante du Parti libéral du Manitoba le 26 octobre 2013. Sa victoire fait d'elle la plus jeune personne à diriger son parti et la première manitobaine originaire d'Asie du Sud à diriger un parti politique dans la province.